# Verwaltungsgericht Cottbus

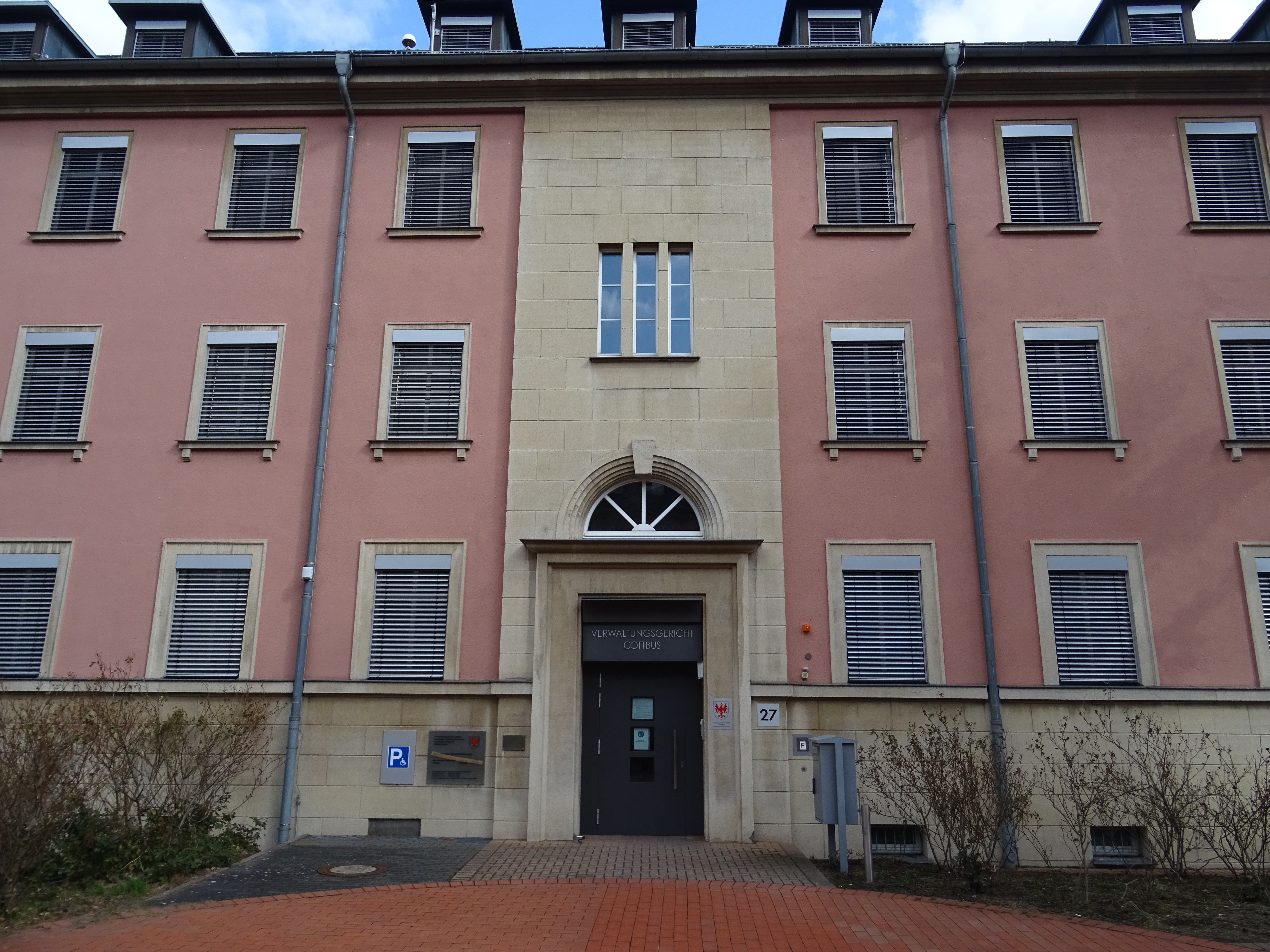
Verwaltungsgericht in der Vom-Stein-Straße 27 in Cottbus

Das Verwaltungsgericht Cottbus ist ein Gericht der Verwaltungsgerichtsbarkeit und eines von drei Verwaltungsgerichten in Brandenburg. 

## Gerichtssitz und -bezirk
Das Gericht hat seinen Sitz in Cottbus.
Der Gerichtsbezirk umfasst die kreisfreie Stadt Cottbus und die Landkreise Dahme-Spreewald, Elbe-Elster, Oberspreewald-Lausitz und Spree-Neiße.

## Übergeordnete Gerichte
Dem Verwaltungsgericht Cottbus übergeordnet ist das Oberverwaltungsgericht Berlin-Brandenburg, das seinen Sitz in Berlin hat. Diesem ist das Bundesverwaltungsgericht übergeordnet. Bis zum 30. Juni 2005 war das Oberverwaltungsgericht für das Land Brandenburg mit Sitz in Frankfurt (Oder) das zuständige Oberverwaltungsgericht.

## Geschichte
Die Anfänge der Verwaltungsgerichtsbarkeit in Brandenburg liegen in Preußen des Jahres 1872. Die Nationalsozialisten beseitigten diese jedoch praktisch vollständig. Abgesehen von der kurzen Existenz des Brandenburgischen Verwaltungsgerichtshofes in Potsdam zwischen 1947 und 1952 gab es in Brandenburg bis zur Deutschen Einheit 1990 keine Verwaltungsgerichtsbarkeit. Erst 1993 wurde diese von der Landesregierung auch organisatorisch verselbständigt.

## Gerichtsgebäude
Das Gericht ist zusammen mit anderen Behörden und Gerichten im Behördenzentrum Südeck in der Vom-Stein-Straße 27 untergebracht.

## Präsidenten
- Hans-Jürgen Rubly war der erste Präsident des VG Cottbus.[3]
- Winfriede Schreiber war vom 20. Mai 1998 bis zum 30. Juni 2002 Präsidentin des Gerichts[4].
- Andreas Knuth war vom 1. Januar 2005 bis zum 1. Oktober 2015 Präsident des Gerichts[5].
- Thomas Lange war vom 13. Dezember 2016 bis zum 31. Januar 2023 Präsident des Gerichts[6].
- Andreas Koark war vom 28. April 2023 bis 30. April 2025 Präsident des Gerichts[7].